# AVA AF 2
Dimensions
L'AVA AF 2 est un avion expérimental allemand de l'entre-deux-guerres.
Poursuivant ses recherches sur le vol à basse vitesse, L'Aerodynamische Versuchsanstalt Göttingen monta sur le fuselage d'un Fieseler Storch une aile elliptique de grand allongement sans fentes de bord d’attaque mais avec des volets de bord de fuite s’abaissant à 48°, contre 40 pour les ailerons à fente du Storch. Un seul prototype [D-IAFZ] fut réalisé, testé en 1939/40.